# Песчаный Лог (река)
Песчаный Лог (Голубой Дунай, устар. Большой Лог) — река в Воронежской области России. Левый приток Дона. Большей частью река протекает по территории города Воронежа, в нижнем течении заходит на территорию Девицкого сельского поселения Семилукского района. Длина реки 12 км.
Берёт начало в Коминтерновском районе города. В верхнем течении река заключена в коллектор, в нижнем течении на некоторых участках канализирована. Выходит на поверхность рядом с улицей 9 января, на территории Советского района города.
Через реку перекинуто 3 моста: автомобильные на окружной дороге и на автодороге связывающей микрорайоны Придонской и 1 Мая и железнодорожный на линии Воронеж I — Касторная.
На северном побережье реки расположено Юго-Западное кладбище. Впадает в Дон на территории Девицкого сельского поселения Семилукского района, напротив села Займище.
Протекает по дну крупной балки. На старых картах Воронежа река начинается у истока балки в районе современных улиц Вокзальной, Республиканской. С застройкой балки жилыми массивами в первой половине XX века и с появлением насыпи вместо моста на Московском проспекте в районе Центрального Автовокзала река постепенно истощалась и деградировала.
Являлась местом утилизации промышленных сточных вод с промзон, расположенных в пределах балки.
В настоящее время река сильно загрязнена, в неё сбрасываются сточные воды и воды очистных сооружений. В марте 2012 на реке было обнаружено нефтяное пятно.